# Evangelium podle Brabence (film)
Evangelium podle Brabence (mezinárodním názvem The Gospel According to Brabenec) je český dokumentární film, který natočil režisér Miroslav Janek. Premiéru měl dne 24. října 2014 na Mezinárodním festivalu dokumentárních filmů Jihlava. Zaměřuje se na básníka a hudebníka Vratislava Brabence, člena skupiny The Plastic People of the Universe. Vychází ze stejnojmenné knihy rozhovorů Brabence s novinářkou Renatou Kalenskou z roku 2010.
Film byl nominován na Českého lva v kategorii nejlepší dokumentární film, ale nominaci neproměnil.